# John Neely Kennedy
John Neely Kennedy (ur. 21 listopada 1951) – amerykański polityk, członek Partii Republikańskiej. Od 3 stycznia 2017 roku sprawuje urząd senatora z Luizjany.
Początkowo Kennedy był związany z Partią Demokratyczną. Z jej ramienia wybrany został w 1999 roku na stanowisko skarbnika stanu Luizjana. Funkcję tę pełnił aż do 2017 roku, będąc wybieranym ponownie w latach 2003, 2007, 2011 i 2015. W 2004 roku z niepowodzeniem po raz pierwszy wystartował w wyborach do Senatu. W 2007 roku zmienił partyjną przynależność i po raz kolejny starał się o wybór na senatora. Przegrał jednak z demokratką Mary Landrieu 46–52%.
Po raz trzeci w wyborach do Senatu wystartował w 2016 roku, gdy o reelekcję nie ubiegał się dotychczasowy senator David Vitter. W prawyborach, w których startowali wszyscy kandydaci obu partii, uzyskał 25% głosów i z pierwszego miejsca awansował do drugiej tury. W niej jego rywalem był demokrata Foster Campbell. Kennedy wygrał zdecydowanie uzyskując 60,7% głosów.
Nie jest spokrewniony z rodziną Kennedych, z której pochodzi m.in. 35. prezydent USA John F. Kennedy.